# Tumulus de Bynum
Les tumulus de Bynum sont un site archéologique précolombien de la période sylvicole, aux États-Unis. Ce site est situé près de Houston dans le comté de Chickasaw, Mississippi. 
Le complexe est composé de six tumulus funéraires. Les fouilles y ont mis en évidence la tombe d'une dame avec bracelets, des bijoux, un crématorium, divers restes humains, des armes de jet. Un bon nombre des objets découverts proviennent de contrées éloignées, ou ont été fabriqués avec des matériaux non présents localement, ce qui illustre les circuits d'échange de la culture Hopewell.
Le site archéologique est inscrit au registre national des lieux historiques.

## Histoire et description
Les tumulus de Bynum ont été construits entre 100 av. J.-C. et 100 apr. J.-C. et utilisés pendant les périodes Miller 1 et Miller 2 de la culture Miller,. 
Le site, d'une étendue de 6 hectares, est situé sur un surplomb de la rivière Houlka Creek dans le bassin versant de la rivière Tombigbee. Administrativement, le site est dans le comté de Chickasaw, dans l'État du Mississippi.  
L'ensemble comporte six tumulus coniques, dont la hauteur varie de 1,5 m à 4,3 m. La zone d'habitation associée sont de la période sylvicole et de la même époque que les tumulus, soit entre 100 av. J.-C. et 100 apr. J.-C.. Dans les années 1940, des archéologues du National Park Service ont fouillé cinq des tumulus ou monticules. Les deux plus grands monticules ont été restaurés par la suite. Le site est ouvert au public et comprend désormais des plaques d'information. 
Des fouilles archéologiques de trois des monticules ont été effectuées dans le cadre des travaux préparatoires à la construction de la Natchez Trace Parkway,.
Ces fouilles ont exhumé des artéfacts fabriqués à partir de matériaux non locaux tels que la pierre verte, le cuivre et la galène. Il a aussi été mis en évidence des objets d'une autre origine, comme des pointes de projectiles divers qui ne proviennent pas du site ni même de la région du Mississippi. Des produits exotiques luxueux similaires ont également été trouvés à Pharr Mounds, un site contemporain voisin. Cela montre l'implication des populations locales dans le système d'échange Hopewell, le réseau commercial longue distance et le réseau religieux.
Les six tumulus sont disposés en alignement, au sud du village de la même époque.
Parmi les trois tumulus fouillés lors de la construction de la route, un des tumulus contient une tombe, et les deux autres tumulus présentent une structure s'apparentant à un crématorium. Cette identification est renforcée par des restes humains brûlés qui ont été mis au jour à proximité.
Parmi les restes d'animaux, ce sont les restes de cervidés qui sont les plus nombreux. Il y a d'autres restes de différents animaux, comme des dents de mammouth. Comme plantes, ont été notamment trouvés des noix de carya, des glands, mais aucune plante ne semble avoir été cultivée par cette population.

### Tumulus A
Les fouilles du tumulus A ont permis de découvrir une tombe contenant les restes d'un squelette féminin, le corps ayant été placé entre deux rondins de chêne brûlés disposés de façon parallèle et enterrés à la base du monticule. Les archéologues ont également trouvé des bracelets, cylindres décoratifs en cuivre, à chacun des poignets de la femme. Ils ont également trouvé à proximité les restes de deux hommes adultes et d'un enfant.

### Tumulus B
Le plus grand monticule du site, le tumulus B, recouvrait une fosse crématoire bordée de rondins de bois. Les archéologues ont trouvé vingt-neuf spécimen de pierre verte polies disposées en forme de L. Ils ont également exhumé des restes humains, certains incinérés et d'autres non brûlés, sur le sol couvert de cendres au fond de la fosse. Des artefacts exotiques, notamment des boucles d'oreille en cuivre, dix-neuf pointes de projectile en chaille (chert) qui auraient été importées des peuples Hopewell de l'Illinois, et un morceau de galène ont également été trouvés dans ce même tumulus.
L'ensemble du site est inscrit sur le registre national des lieux historiques en 1989 dans le cadre des inscriptions relatives à la Natchez Trace Parkway, au mile 232,4,.